# The Monkey King
The Monkey King (bra/prt: O Rei Macaco) é um filme de animação americano-chinês-canadense em computação gráfica do gênero comédia de ação dirigido por Anthony Stacchi, com roteiro de Steve Bencich, Ron J. Friedman e Rita Hsiao. Estrelado por um elenco que inclui Jimmy O. Yang, Bowen Yang, Jolie Haong-Rappaport, Jo Koy, Ron Yuan, Hoon Lee, Stephanie Hsu, Andrew Pang, Andrew Kishino, Jodi Long, James Sie e BD Wong.
O filme foi lançado pela Netflix em 18 de agosto de 2023.

## Sinopse
Um macaco com seu bastão de luta mágico segue uma jornada épica pela vitória sobre 100 demônios, um excêntrico Rei Dragão e o maior inimigo de todos os macacos - seu próprio ego. Ao longo do caminho, uma jovem aldeã desafia sua atitude egocêntrica e mostra a ele que até mesmo a menor pedra pode ter um grande efeito no mundo.

## Elenco
- Jimmy O. Yang
- Bowen Yang
- Jolie Haong-Rappaport
- Jo Koy
- Ron Yuan
- Hoon Lee
- Stephanie Hsu
- André Pang
- Andrew Kishino
- Jodi Long
- James Sie
- BD Wong

## Produção

### Desenvolvimento
Em outubro de 2017, o Pearl Studio (então conhecido como Oriental DreamWorks) anunciou The Monkey King, com roteiro de Steve Bencich e Ron J. Friedman. Em 20 de maio de 2021, foi anunciado que a produção do filme havia sido transferida para a Netflix, com produção de Peilin Chou e Kendra Haaland, produção executiva de Stephen Chow, e direção de Anthony Stacchi. Também foi anunciado que Jimmy O. Yang, Bowen Yang, Jolie Haong-Rappaport, Jo Koy, Ron Yuan, Hoon Lee, Stephanie Hsu, Andrew Pang, Andrew Kishino, Jodi Long ,James Sie e BD Wong fariam parte do elenco.

### Animação
A Reel FX Animation Studios foi originalmente escolhida para animar o filme, até que foi dado à Tangent Animation. No entanto, em 4 de agosto de 2021, a Tangent Animation foi encerrada, com a produção interrompida também. A Netflix teria ficado descontente com o trabalho da Tangent. Os estúdios da Reel FX em Montreal reassumiria a produção.

## Música
A trilha sonora do filme foi composta por Toby Chu.

## Lançamento
The Monkey King está agendado para ser lançado em 18 de agosto de 2023, pela Netflix. O filme está programado para ter uma prévia no Festival de Cinema de Animação de Annecy em 14 de junho de 2023.